# Carl Vigand Falbe
Carl Vigand Falbe (30. oktober 1742 i København – 7./8. september 1826 sammesteds) var en dansk jurist, bror til Ferdinand Vilhelm Falbe.
Falbe var søn af kammerråd, zahlkasserer Christian Ludvig Falbe (1699-1760) og Engelke født Mouritzen. Han blev 1759 privat dimitteret til Universitetet, tog 1763 juridisk embedseksamen, tiltrådte samme år en treårig udenlandsrejse, studerede et år i Leipzig og opholdt sig derefter to år i Schweiz, Italien, Frankrig, England og Holland.
Falbe blev 1769 assessor i Hofretten, overgik 1771 som assessor i Landsover- samt Hof- og Stadsretten, hvis justitiarius han var fra slutningen af 1797 til sin død, natten mellem 7. og 8. september 1826. Fra 1795 til 1798 havde han desuden sæde i Københavns Forligelseskommission, og fra 1800 til sin død var han medlem af justitsdirektionen for Tallotteriet i København. Falbe var 1791-1813 repræsentant i den danske og norske Speciesbank, 1798 direktør i Det kgl. octr. alm. Brandassurance-Co. for Varer og Effekter.
1774 blev han justitsråd, 1797 etatsråd, 1805 konferensråd, 28. juni 1810 Ridder af Dannebrogordenen, 28. oktober 1817 Kommandør af Dannebrog og 23. juni 1821 Dannebrogsmand. Han var ugift.